# 岗勐乡
岗勐乡是云南省德宏傣族景颇族自治州盈江县曾经下辖的一个乡，驻地在芒璋村公所芒璋街，傣族、景颇族、汉族是乡内主要民族:1094。岗勐乡已于2005年撤销。

## 历史
1987年10月，盈江县施行区乡体制改革，旧城公社部分村寨分出成立岗勐乡:103。2005年10月，岗勐乡撤销，辖境并入平原镇:2609。

## 地理
岗勐乡位于盈江县县城东南，乡境东南部为山区，西北部属大盈江坝区。岗勐乡北接平原镇和新城乡，东北邻旧城镇，东南靠陇川县，西南是弄璋镇。全乡面积50平方千米，共有耕地14,845亩，人均耕地2.15亩。岗勐乡的坝区属亚热带气候，年均气温18℃，年降雨量1,630毫米。最高点干岩梁子海拔2,520米，最低点大盈江畔800米。:103

## 行政区划
岗勐乡下辖以下地区：
芒璋村、拉勐村、丙辉村和富联村。:588-589